# Пруно
Пруно (фр. Pruno, корс. Pruno) — коммуна во Франции, находится в регионе Корсика. Департамент коммуны — Верхняя Корсика. Входит в состав кантона Казинка-Фумальто. Округ коммуны — Бастия.
Код INSEE коммуны — 2B252.

## Население
Население коммуны на 2008 год составляло 191 человек.
| 1962 | 1968 | 1975 | 1982 | 1990 | 1999 | 2008 |
| ---- | ---- | ---- | ---- | ---- | ---- | ---- |
| 230  | 245  | 157  | 145  | 129  | 182  | 191  |

## Экономика

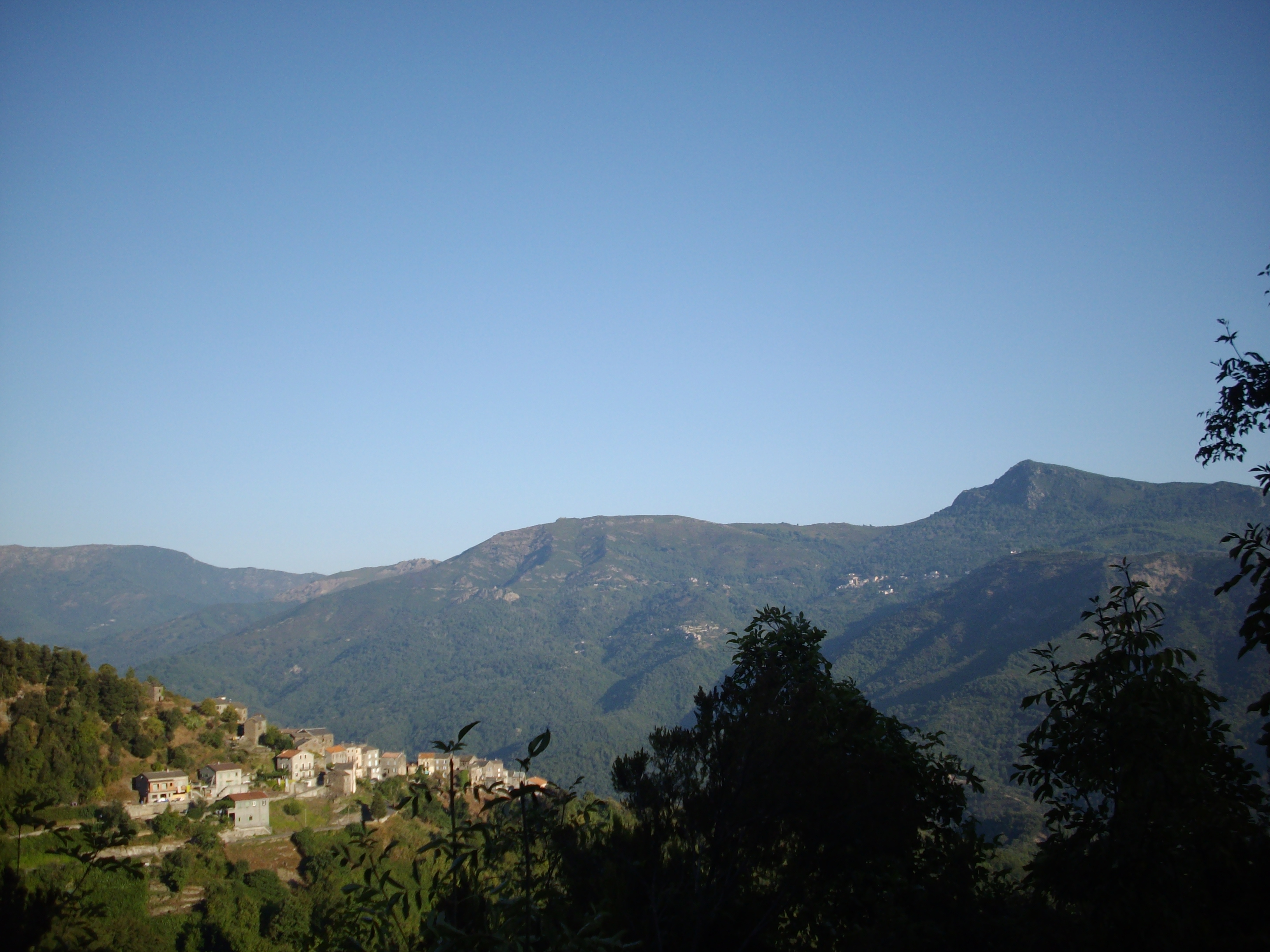
Пруно

В 2007 году среди 124 человек в трудоспособном возрасте (15—64 лет) 88 были экономически активными, 36 — неактивными (показатель активности — 71,0 %, в 1999 году было 54,6 %). Из 88 активных работали 78 человек (45 мужчин и 33 женщины), безработных было 10 (6 мужчин и 4 женщины). Среди 36 неактивных 11 человек были учениками или студентами, 12 — пенсионерами, 13 были неактивными по другим причинам.